# Језици Африке
Афрички језици се деле у пет великих група:
- афро-азијски језици користи се још и назив семитско-хамитски језици - у Африци међу њима су најраспрострањенији Арапски, Амхара, група берберских језика, група кушитских језика (Оромо, Сомалијски), Хауса.
- нило-сахарски језици - у Кенији (Луо, Масаи), у Уганди (Ланго, Ачоли), у Малију и Нигеру (Сонгај група, нпр. Ђерма), у Нигеру и Нигерији (Канури), Судан, Чад итд.
- нигер-конгоански језици - дели се на две подгрупе: група језика западне Африке (најраспрострањенији су Јоруба, Игбо, Фулани, Волофски, Манде група међу којима су Мандинка, Бамбара) и Банту група (најраспрострањенији су Свахили, Кирунди, Лингала, Киконго, Зулу, Шона, Чичева)
- којсански језици - говоре се у југоисточној Африци (Боцвана, Намибија, Ангола) и типично је присуство кликтања језиком при изговарању речи, становништво које говори ове језике су Бушмани и Хотентоти
- малгашки језик који припада групи аустронезијских језика

Поред ових пет аутохтоних група у Африци се говоре и индо-европски језици као резултат колонизације — африканерски је језик који се говори у Јужноафричкој Републици. У бившим британским, француским и португалским колонијама су присутни језици ових земаља у њиховом уобичајеном облику или модификовани у виду Креолских језика.
Према проценама у Африци се говори око 2.000 језика. Велика лингвистичка разноликост афричких држава (само у Нигерији се говори око 250 језика, што уједно представља и једну од највећих концентрација лингвистичке разноликости у свету) је довела до тога да је језичка политика једна од важних тема у пост-колонијалном периоду. У 21. веку су афричке државе постале у потпуности свесне вредности коју представља њихова језичка баштина. Језичка политика се данас усмерава највише у смеру мултилингвизма. Афричка унија је 2006. годину прогласила годином афричких језика. Иако се све чешће афрички језици користе у медијима или у образовању, а неки језици су добили статус државних језика као што је на пример случај у Демократској Републици Конго где су поред француског државни језици и Лингала, Киконго, Чилуба и Свахили.

## Афрички језици са највећим бројем говорника (2010. године)
| име језика     | број говорника | матерњи језик | подручје у којем се говори               | група којој припада | подгрупа                   |
| -------------- | -------------- | ------------- | ---------------------------------------- | ------------------- | -------------------------- |
| арапски        | 130            | 100           | северна Африка, Рог Африке               | афро-азијски        | семитски                   |
| берберски      | 44             | 40            | северна Африка                           | афро-азијски        | семитски                   |
| свахили        | 85             | 5             | источна Африка                           | нигер-конго         | банту                      |
| хауса          | 40             | 25            | западна Африка                           | афро-азијски        | чадски                     |
| оромо          | 35             | 25            | Етиопија, Кенија, Сомалија               | афро-азијски        | кушитски                   |
| зулу           | 25             | 9             | Јужна Африка                             | нигер-конго         | банту                      |
| сомали         | 20             | 15            | Рог Африке                               | афро-азијски        | кушитски                   |
| јоруба         | 21             | 19            | Нигерија, Того, Бенин                    | нигер-конго         | јужни волта, западни бенуе |
| игбо           | 19             | 18            | Нигерија, Екваторијална Гвинеја, Камерун | нигер-конго         | јужни волта, западни бенуе |
| малгашки       | 17             | 17            | Мадагаскар                               | аустронезијски      | малајско-полинезијски      |
| амхарски       | 17             | 14            | Етиопија, Египат, Џибути                 | афро-азијски        | семитски                   |
| шона           | 17             | 15            | Зимбабве, Мозамбик, Замбија              | нигер-конго         | банту                      |
| фулани         | 16             | 10            | западна Африка                           | нигер-конго         | атлантски                  |
| бамбара        | 13             | 10            | западна Африка                           | нигер-конго         | манде                      |
| африканерски   | 12             | 6             | Јужна Африка                             | индо-европски       | германски                  |
| лингала        | 12             | 2             | Демократска Република Конго              | нигер-конго         | банту                      |
| нијанџа        | 10             | 10            | Малави, Мозамбик, Замбија, Зимбабве      | нигер-конго         | банту                      |
| тви            | 10             | 8             | Гана                                     | нигер-конго         | јужни волта, ква           |
| луганда        | 10             | 6             | Уганда                                   | нигер-конго         | банту                      |
| ибибо          | 10             | 10            | Нигерија                                 | нигер-конго         | јужни волта, источни бенуе |
| хоза           | 7              | 7             | Јужна Африка                             | нигер-конго         | банту                      |
| кињаруанда     | 7              | 7             | Руанда                                   | нигер-конго         | банту                      |
| киконго        | 7              | 7             | басен Конга                              | нигер-конго         | банту                      |
| тигриња        | 7              | 7             | Етиопија, Еритреја                       | афро-азијски        | семитски                   |
| гбе (еве, фон) | 7              | 7             | Гана, Того, Бенин, Нигерија              | нигер-конго         | јужни волта, западни бенуе |
| чилуба         | 6              | 6             | басен Конга                              | нигер-конго         | банту                      |
| волоф          | 6              | 3             | Сенегал, Гамбија, Мауританија            | нигер-конго         | атлантски                  |
| кикују         | 5              | 5             | Кенија                                   | нигер-конго         | банту                      |
| море           | 5              | 5             | западна Африка                           | нигер-конго         | северни волта, гур         |
| кирунди        | 5              | 5             | Бурунди, Танзанија, ДР Конго, Уганда     | нигер-конго         | банту                      |
| сото           | 5              | 5             | Јужна Африка                             | нигер-конго         | банту                      |
| луја           | 4              | 4             | Кенија                                   | нигер-конго         | банту                      |
| цвана          | 4              | 4             | Јужна Африка                             | нигер-конго         | банту                      |
| канури         | 4              | 4             | око језера Чад                           | нило-сахарски       | сахарски                   |
| умбунду        | 4              | 4             | Ангола                                   | нигер-конго         | банту                      |